# Faustovirus
Faustovirus (лат.) — гигантский вирус, который морфологически и генетически близок к двум другим гигантским вирусам, Pacmanvirus и Kaumoebavirus, а также вирусам семейства Asfarviridae. Faustovirus был выделен в 2015 году из протиста Vermamoeba vermiformis.
По состоянию на ноябрь 2018 года род Faustovirus не зарегистрирован в базе данных Международного комитета по таксономии вирусов (ICTV).

## Описание
Faustovirus имеет икосаэдрические вирионы размером около 200 нм. В 2016 году вирионы Faustovirus были детально изучены с помощью криоэлектронной микроскопии. Мажорный белок капсида (англ. major capsid protein, MCP) внешней оболочки этого вируса формирует тримеры, каждый мономер которого состоит из двух расположенных друг за другом структурных мотивов jelly roll. Один мотив jelly roll включает 8 бета-листов. Подобная организация мажорного белка капсида встречается у многих вирусов. Капсомер представлен гексамером MCP и достигает около 75 Å в диаметре. В отличие от большинства других гигантских вирусов, у Faustovirus есть и второй, внутренний слой капсида, также образованный белковыми гексамерами.

## Геном
Геном Faustovirus представлен кольцевой двуцепочечной молекулой ДНК из 466265 пар оснований (п. о.). GC-состав генома равен 36 %. В геноме находятся 451 белок-кодирующих гена, длины их продуктов находятся в промежутке от 47 до 2980 аминокислотных остатков (а. о.). Генов, кодирующих тРНК, в геноме Faustovirus не выявлено. Только для 31 % белков Faustovirus нашлись гомологи в базах данных. Больше всего белков Faustovirus гомологичны белкам Asfarviridae; также имеются белки, родственные белкам вирусов семейств Phycodnaviridae, Mimiviridae, Marseilleviridae и Ascoviridae. Некоторые белки родственны белкам бактериофагов, кроме того, ряд белков имеют родственников только среди клеточных организмов: эукариот, бактерий и архей. В генах, кодирующих белки капсида, выявлено множество интронов, в числе которых 6 самосплайсирующихся интронов I группы — очень нетипичный для вирусов случай. 

## Жизненный цикл
Заражение клеток Vermamoeba vermiformis начинается с фагоцитоза протистом вирусных частиц. Через 2—4 часа после инфицирования вирионы выявляются внутри фагосом, некоторые из которых могут находиться даже вблизи клеточного ядра, хотя взаимодействия вирусных частиц с ядром обнаружено не было. Далее фагосомы выпускают своё содержимое в цитоплазму клетки-хозяина: внутренняя мембрана вируса сливается с мембраной фагосомы, и содержимое вириона выходит наружу, подобно тому, как это происходит у мимивируса. После этого часть вирионов перестаёт быть видимыми. Выход белков и ДНК Faustovirus в клетку происходит через 4—6 часов после заражения. Любопытно, что параллельно ядро клетки-хозяина претерпевает некоторую реогранизацию, а именно, оно утрачивает сферическую форму. Через 8—10 часов после инфицирования клетка округляется и теряет связь с субстратом, а в цитоплазме становится отчётливо видна вирусная фабрика, содержащая новообразованные вирусные частицы и окружённая митохондриями. У некоторых клеток в вирусных фабриках находятся только лишь пустые капсиды. Через 12—14 часов после заражения вирусная фабрика занимает уже практически всё свободное пространство в клетке, а через 18—20 часов происходит лизис большинства клеток и выход наружу новых вирионов.

## Филогения и родственные связи
Согласно филогенетическому дереву, построенному на основании последовательности генов семейства ДНК-полимеразы B, Pacmanvirus, Kaumoebavirus, Faustovirus и Asfarviridae формируют монофилетическую кладу. По-видимому, эти вирусы имели общего предка. Последовательность локуса, кодирующего мажорный белок капсида (англ. major capsid protein), сближает Pacmanvirus с Asfarviridae, однако архитектура вириона ближе к таковой у Faustovirus.